# Deodara
Deodara là một thị trấn thống kê (census town) của quận Mandla thuộc bang Madhya Pradesh, Ấn Độ.

## Nhân khẩu
Theo điều tra dân số năm 2001 của Ấn Độ, Deodara có dân số 6734 người. Phái nam chiếm 52% tổng số dân và phái nữ chiếm 48%. Deodara có tỷ lệ 76% biết đọc biết viết, cao hơn tỷ lệ trung bình toàn quốc là 59,5%: tỷ lệ cho phái nam là 81%, và tỷ lệ cho phái nữ là 70%. Tại Deodara, 13% dân số nhỏ hơn 6 tuổi.